# Olpidiopsididae
Olpidiopsididae – podklasa organizmów, która w klasyfikacji Cavallera-Smitha zaliczana jest do królestwa chromistów (Chromista).

## Systematyka i nazewnictwo
Według klasyfikacji Index Fungorum bazującej na Dictionary of the Fungi do podklasy Peronosporidae należą rzędy:
- Anisolpidiales M.W. Dick 2001
- Haptoglossales M.W. Dick 2001
- Lagenismatales M.W. Dick 2001
- Olpidiopsidales M.W. Dick 2001
- Rozellopsidales M.W. Dick 2001